# Vanity Fair
Vanity Fair je americký měsíčník o populární kultuře, módě a aktuálním dění, vydávaný společností Condé Nast ve Spojených státech amerických.
První verze Vanity Fair vycházela v letech 1913 až 1936. Vydávání časopisu bylo obnoveno v roce 1983 poté, co společnost Condé Nast převzala jeho vydávání. V současné době (2025) zahrnuje Vanity Fair pět mezinárodních vydání časopisu. Těchto pět mezinárodních vydání časopisu je ve Spojeném království (od roku 1991), Itálii (od roku 2003), Španělsku (od roku 2008), Francii (od roku 2013) a Mexiku (od roku 2015). Německá verze vycházela od roku 2007 do roku 2009, kdy byla zrušena pro nedostatečný zájem čtenářů.